# Paolo Lunardon
Paolo Lunardon (Bassano del Grappa, 17 de gener de 1992) és un ciclista italià, professional des del 2014 i actualment a l'equip RTS-Monton Racing Team.